# バボシュ・ガボール
バボシュ・ガボール（Babos Gábor、1974年10月24日 - ）は、ハンガリー・ショプロン出身の元同国代表サッカー選手。ポジションはGK。

## 経歴
MTKブダペストFCやフェイエノールト、NACブレダ、NECナイメヘンなどでプレーした元ハンガリー代表GK。MTKブダペストではリーグ戦を2度、カップ戦を3度制した。